# Majevica
Majevica je niska planina u sjeverno-istočnoj Bosni i Hercegovini.

## Zemljopisni položaj
Nalazi se između Semberije, Posavine i tuzlanske kotline. Najveći vrh je Stolice - 916 m, koji se nalazi 16 kilometara istočno od Tuzle, na krajnjem jugoistočnom dijelu planine. Ostala uzvišenja su niža od 900 m - Muzeljska kosa 898 m, Međednik 843 m, Okresanica 815 m. U najširem dijelu široka je 25 km. Prostire se na zapadu do rječice Tinje, na sjeveru do Srebrenika, na istokku sve do Drine kod Zvornika. Sjeverne padine i obronci dopiru gotovo do Save kod Brčkog, a ostali do semberijske ravnice. Sjevereno od Tuzle je mala veza s Trebavcem (Trebava). Zapadno od Zvornika nekoliko kilometara vezana je preko Snagova s Javornikom u birčanskom kraju. 
Budući da je niža od 1000 m nadmorske visine, a relativnom visinom je još i niža, po kriteriju visine nije planina, a zbog masivnosti nije brdo, nego je bliža gori.
Prijevoj Površnice je između Međednika i Busije, i u neposrednoj blizini je izvorište Gnjica. Dalje između Busije i Konjica je prijevoj Banj brdo sa 643 m.

## Geologija
Spada u niže planine, flišno-rudne Dinaride, s dinarskim pravcem pružanja (sjeverozapad-jugoistok) u dužini od oko 60 km. U središnjem dijelu nekoliko je kraćih lanaca, tj. povezanih brda koja ovaj dio čine valovitim i slikovitim. Središnji predio zatvorila je skupina vrhova. Morfostrukturno je stršenjak - antiklinorij koji se pruža pravcem sjeverozapad - jugoistok između Posavine na sjeveru, Semberije na sjeveroistoku i istoku, Sprečanske kotline na jugu, te planine Ratiša i Tinjske kotline na zapadu. Sljeme Majevice čine visovi i kose.
Jezgru planine čine stare magmatske rudonosne stijene. One su od serpentina i tufita. Magmatske stijene preko tercijarnog pokrivača plutonsko-vulkanske mase izbijaju na površinu. Veliki dio planine čini eocenski fliš. Tu su i gornjokredni i oligocenski sedimenti. Također su tu neogene stijene Panonskog mora (miocenske i pliocenske). Majevica je bila ispod površine Panonskog mora. Spuštanjem razine tog mora bila je u otok u južnopanonskom otočju, u koji su spadale i Fruška gora, Cer, Vlašić i šumadijske planine. Majevicu karakterizira neotektonsko izdizanje i s njim u svezi snažni erozijski procesi. Ovisno kakva je geološka podloga i tektonski sklop, naizmjenični su oblici fluvijalnog, fluvio-denudacijskog reljefa, krškog, fluvio-krškog reljefa, erozija tla izražena u spiranju i jaružanju, te koluvijalnim proces i oblici koji se najčešće manifestiraju mnogobrojnim klizištima.
Tri su tektonske cjeline.
Prva je vrlo prostrani Šibošničko-loparski neogenski bazen. Prostire se između "naboranog kompleksa sjeverne Majevice" i "grebena Majevice". Sasvim je građen od miocenskih sedimenata, transgresivno ležećih na sedimentima grebena Majevice. Morfološki ovo je unutargorska depresija koju su mnogobrojni potoci raščlanili svojim dolinama. Prosječna nadmorska visina ovog bazena je od 300 do 500 m. Brojna su naselja u ovom dijelu: Lopare, Piperi, Humci i dr...
Morfološki ne mnogo izraženi je tzv. "naborani kompleks sjeverne Majevice" pruža se na krajnjem sjeveroistočnom pojasu. Usporedan je s "grebenom Majevice", od kojeg ga odvaja "Šibošničko-loparskim neogenskim bazenom", također dio Majevice. Naborani kompleks tvore jako naborane paleocenske gline i pješčenjaci. Izdignute su duž sustava rasjeda neotektonskim gibanjima, a rasjedi odvajaju Majevicu od Posavine i Semberije na sjeveru. Riječne doline su na više mjesta potpuno ispresjekle ovu tektonsku cjelinu. Rijeke koje su ga ispresijecale su Maočka rijeka, Rahićka rijeka, Šibošnica, Gnjica... Vrhovi "naboranog kompleksa" su visine od 400 do 700 metara nadmorske visine: Udrigovo (562 m), Jašterik (484 m), Vjeternik (705 m) i Golaćko brdo (593 m).
Najviši i najizrazitiji dio je jugozapadni, u literaturi zvan "greben Majevice". To je izduženi stršenjak. Sjeverozapadni dio grebena su stijene iz jure i krede, tzv. ofiolitni melanž s transgresivnim krednim sedimentima preko njega. To su razne stijene sedimentno-magmatskog kompleksa. Eocenski pješčenjaci, lapori i djelimice vapnenci te oligocenski flišni sedimenti čine južni dio grebena Majevice. Vrhovi Stolice, Busija, Međednik, Okresanica, Lipici tvore jasan greben pravca pružanja JI - SZ.

## Rudna bogatstva
Bogata je rudama. U podnožju je bogata ugljenom i kamenom solju. Oboje su dali imena naseljima, Ugljevik i Soli (Tuzla). Također je i kvarc u podnožju. U podgorini je neko vrijeme vađena i nafta. Termomineralnih voda ima kod Priboja i Kiseljaka-Jasenice.

## Klima
U nižim dijelovima je umjerena kontinentalna klima. U ovom pojasu prosječna temperatura zraka u srpnju je oko 22°C, a u siječnju oko 0°C. Godišnja količina oborina je od 800 do 1000 mm. Prema višim predjelima klima prelazi u pretplaninsku klimu, koja je od pojasa umjereno kontinentalne hladnija u prosjeku za 2 do 4 Celzijusova stupnja. Iznad tog pojasa je planinska klima. Zbog reljefnih uvjeta pojavljuju se veće mikroklimatske razlike.

## Flora i fauna
Šume su većinom listopadne. Crnogorične šume vrlo je malo. Na sjeveroistočnim padinama dominirajuće stablo je bukva. Na ovim padinama su očuvaniji šumski kompleksi. Hrast i grab su dominirajuća stabla na jugozapadnim padinama. Te su padine većim dijelom zbog ljudskog utjecaja ostale bez šuma koje su ljudi pretvorili u voćnjake, njive i pašnjake. Posljedično, gušće su naseljene. No šume nisu ograničene na predjele izvan ljudskih naselja, nego ih ima i u samim selima i zaseocima. Često se ostavlja drveća na međama privatnih obradivih parcela i pored seoskih puteva. Vegetacija je bogata uz riječna i potočna korita. Na Majevici raste jedna varijacija bijelog sljeza, majevički bijeli sljez (Althaea officinalis var. Majevica), vrlo ljekovita.
Brojne su životinjske vrste. Dosta je lovne divljači srna, divlja svinja, zec, lisica, jazavac, kuna bjelica, fazan i ostale.

## Vode
Majevica je hidrografski čvor. Vode s nje otječu ka Savi. Na zapadnoj Majevici je izvor Tinje, koja u luku obilazi Majevicu. Ka Savi teku Brka i Gnjica. Ka Drini teku Sapna, Tavna, Modran-Janja) i Spreči (rijeka Jala). Sa Stolica ka istoku odvaja nekoliko planinskih visova koji dominiraju, a ujedno odvajaju slijev Sapne od Rastočke rijeke, tj. od slijeva Janje.
Jugozapadna strana je strmija i kraća s nizom kraćih potoka i rječicama Gribajom i Jalom. Sjeverne i sjeveroistočne strane su blaže. Ka Posavini i Semberiji postupno opada nagib pa su kose i brda nešto duže. Između njih se nekoliko je potoka, manjih rječica i dvije značajnije rijeke - Gnjica i vodom bogatija i dužeg toka Janja.

## Kultura i znamenitosti
Na sjeveroistočnim obroncima Majevice, u selu Gornjem Srebreniku smjestila se tvrđava Srebrenik.
Na Majevici u općini Soli u osmanlijsko doba katolici su se morali skrivati po šumama kad su obavljali bogoslužje. Poglavito je to bilo u doba nasilne islamizacije. Stoga su u pogibeljnoj opasnosti u šumi obavljali svoje vjerske obrede i dužnosti. Često je to bilo pod hrastovima koji još od pretkršćanskih vremena su imali svetu ulogu u Hrvata. Na Majevici se nalazi jedan takav "oltarić". Takvih molitvišta u tuzlanskom kraju je pet.
Tri od molitvištā su stara i u potrajnosti bogoslužja. U Jarićima na lokalitetu Grebljice u je jako staro molitvište. Starost tog molitvišta svjedoči katolička nekropola s nadgrobnicima iz raznih epoha. Kod Doknja je kapela posvećena Glavosijeku sv. Ivana Krstitelja. Na lokalitetu Spomenik na Staroj Majevici slavi se sv. Antun Pustinjak.
Kolovoza 1943., novi partizanski list Oslobođenje prvo je tiskan na Majevici. Nakon partizanskog ulaska u Tuzlu listopada 1943., treći broj je tiskan u Tuzli.

## Zaštita
Prirodna baština ruralnog dijela općine Tuzle pod zaštitom države kao zaštićeni krajobraz su Stara Majevica i Majevička Greda.

## Galerija
- Šumoviti obronci
- Majevica
- Majevica
- Stara šuplja i obrasla stabla
- Izmaglica u šumi na Majevici
- Pogled na kop rudnika Ugljevika i majevička brda iz sela Tobuta.
- Crkva u Drijenči i Majevica

## Vanjske poveznice
- Priboj-Majevica